# انبار مواد غذایی

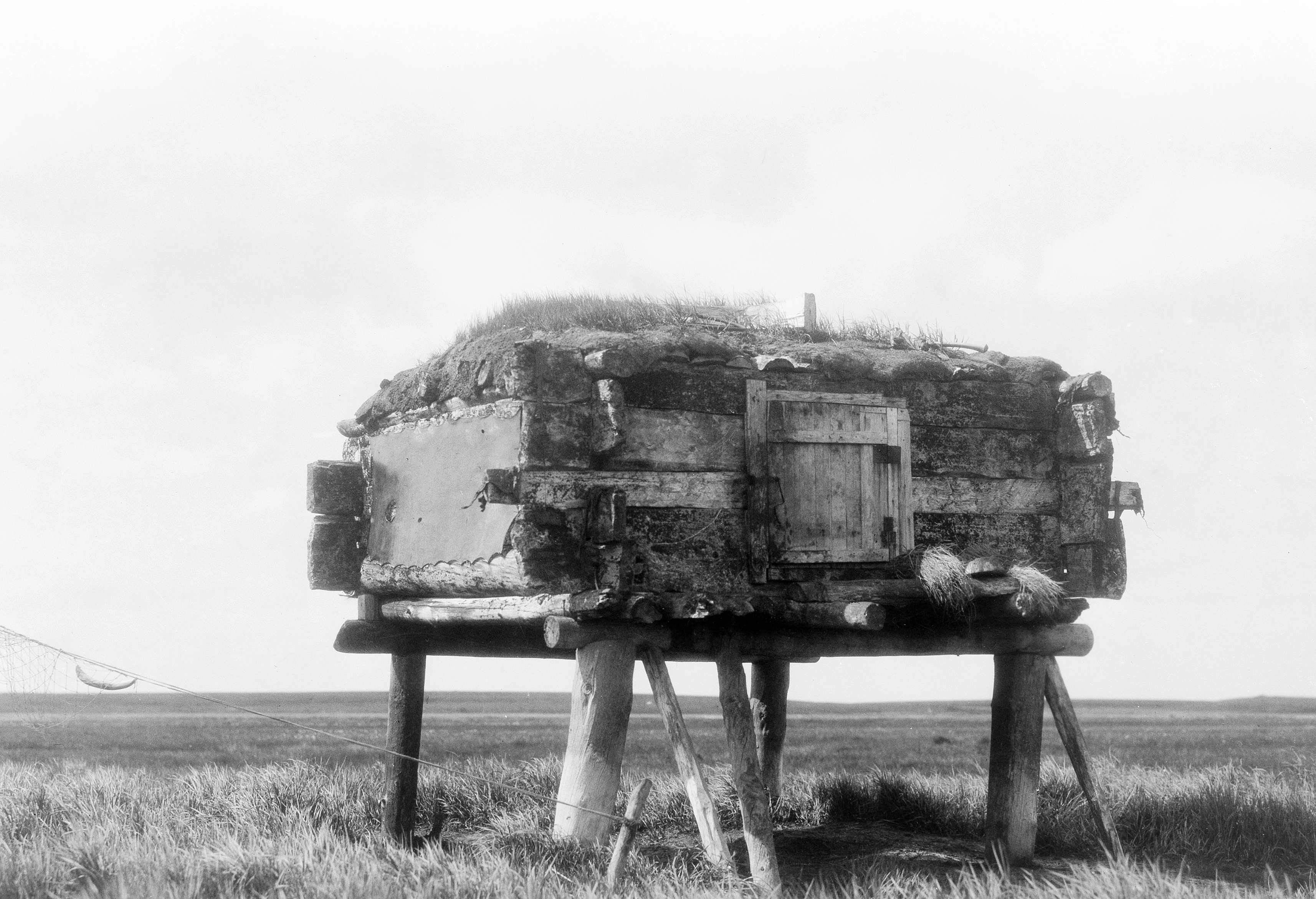
انبار مواد غذای افراشته یوپیک (qulvarvik)، خلیج هوپر، آلاسکا، ۱۹۲۹. عکس توسط ادوارد اس. کورتیس

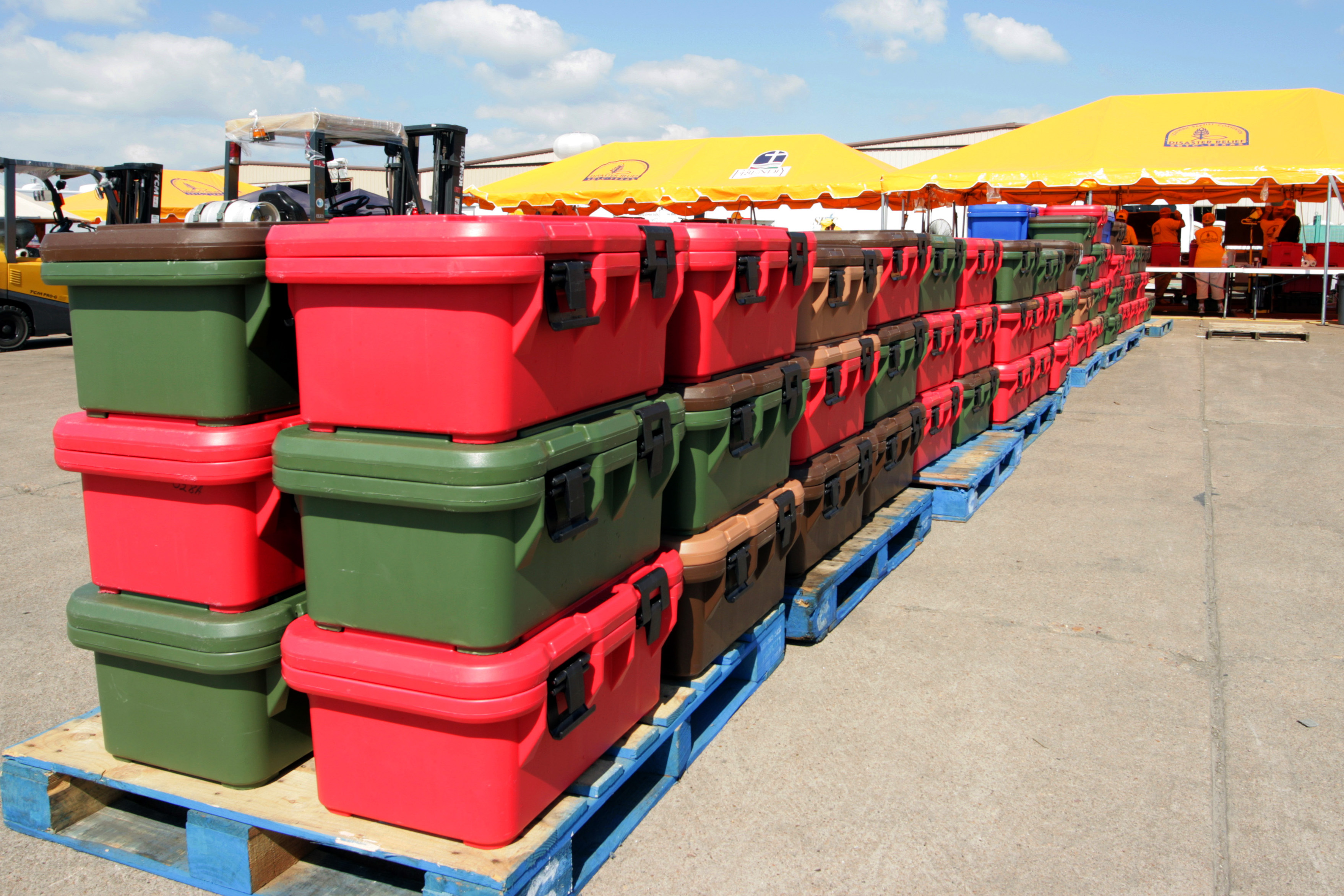
ظروف نگهداری مواد غذایی آژانس مدیریت اضطراری فدرال ایالات متحده (FEMA) روی پالت‌های ترابری در تگزاس، ۲۰۰۸ انباشته شده‌است.

انبار مواد غذایی یا انبارداری مواد غذایی (به انگلیسی: Food storage)، راهی برای کاهش تنوع عرضه مواد غذایی در مواجهه با تغییرات طبیعی و اجتناب‌ناپذیر است. این کار اجازه می‌دهد تا غذا برای مدتی (معمولاً هفته‌ها تا ماه‌ها) پس از برداشت به جای اینکه صرفاً بلافاصله شوند، خورده شود. این هم یک مهارت خانگی سنتی (عمدتاً به عنوان انبار کردن ریشه) و هم در قالب پشتیبانی غذا، یک فعالیت صنعتی و تجاری مهم است. نگهداری، انبارداری و ترابری غذا، از جمله تحویل به موقع به مصرف‌کنندگان، برای امنیت غذایی مهم است، به‌ویژه برای اکثریت مردم در سراسر جهان که برای تولید غذای خود به دیگران وابسته هستند.
تلفات قابل توجه مواد غذایی ناشی از شرایط نامناسب انبارداری و همچنین تصمیمات اتخاذشده در مراحل آغازین زنجیره تأمین است که محصولات را مستعد ماندگاری کوتاه‌تر می‌کند. انبارداری کافی در سردخانه، به‌ویژه، می‌تواند برای جلوگیری از تلفات کمی و کیفی مواد غذایی بسیار مهم باشد.

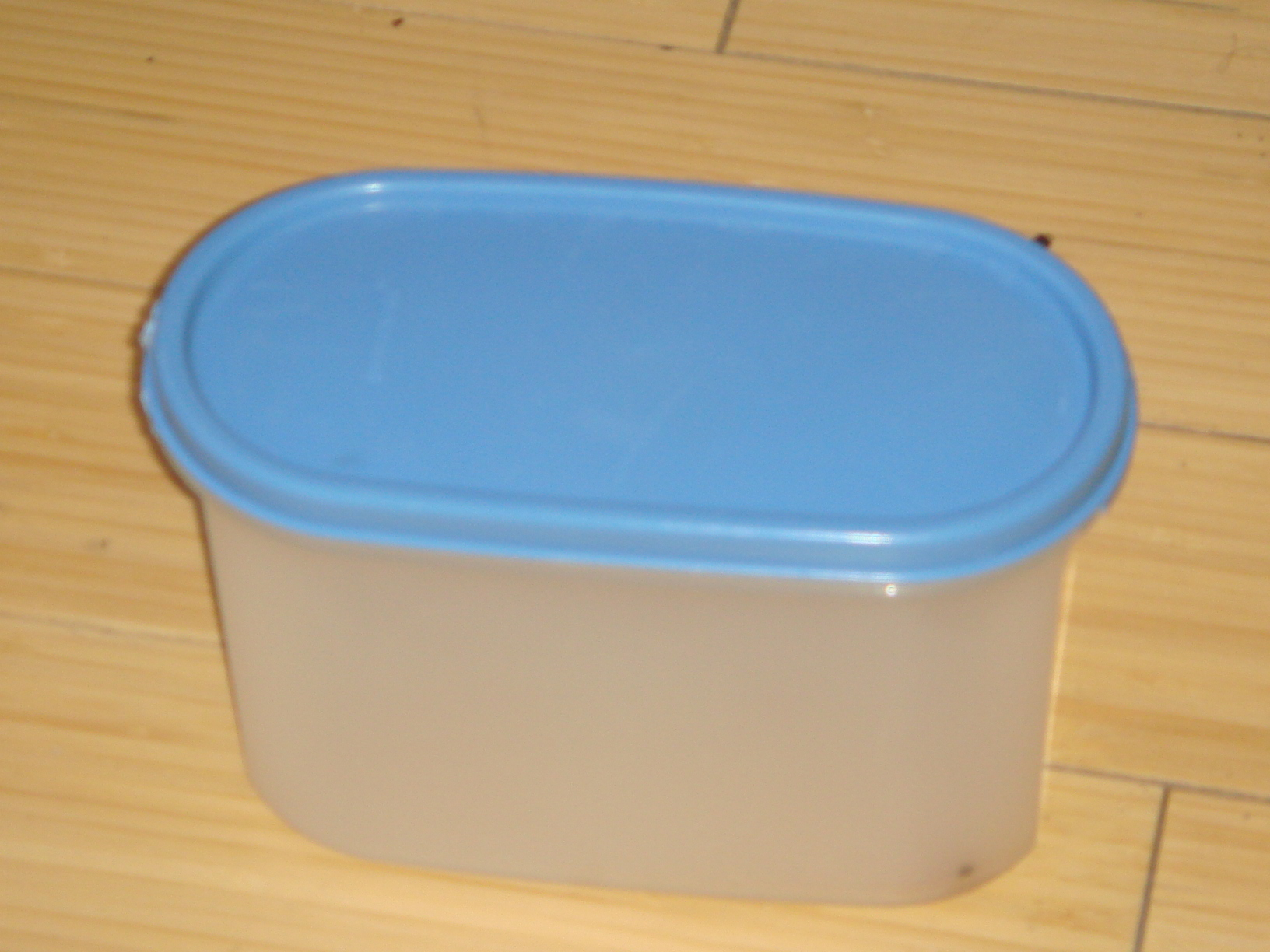
می‌توان از ظروف پلاستیکی برای نگهداری مواد غذایی استفاده کرد.

امکانات انبارداری مواد غذایی ممکن است شامل مواردی باشد که برای کالاهای خشک، یا در کنسرو کردن، آبگیری غذا، ترشی انداختن، پخت و غیره استفاده می‌شود. آنها عبارتند از:

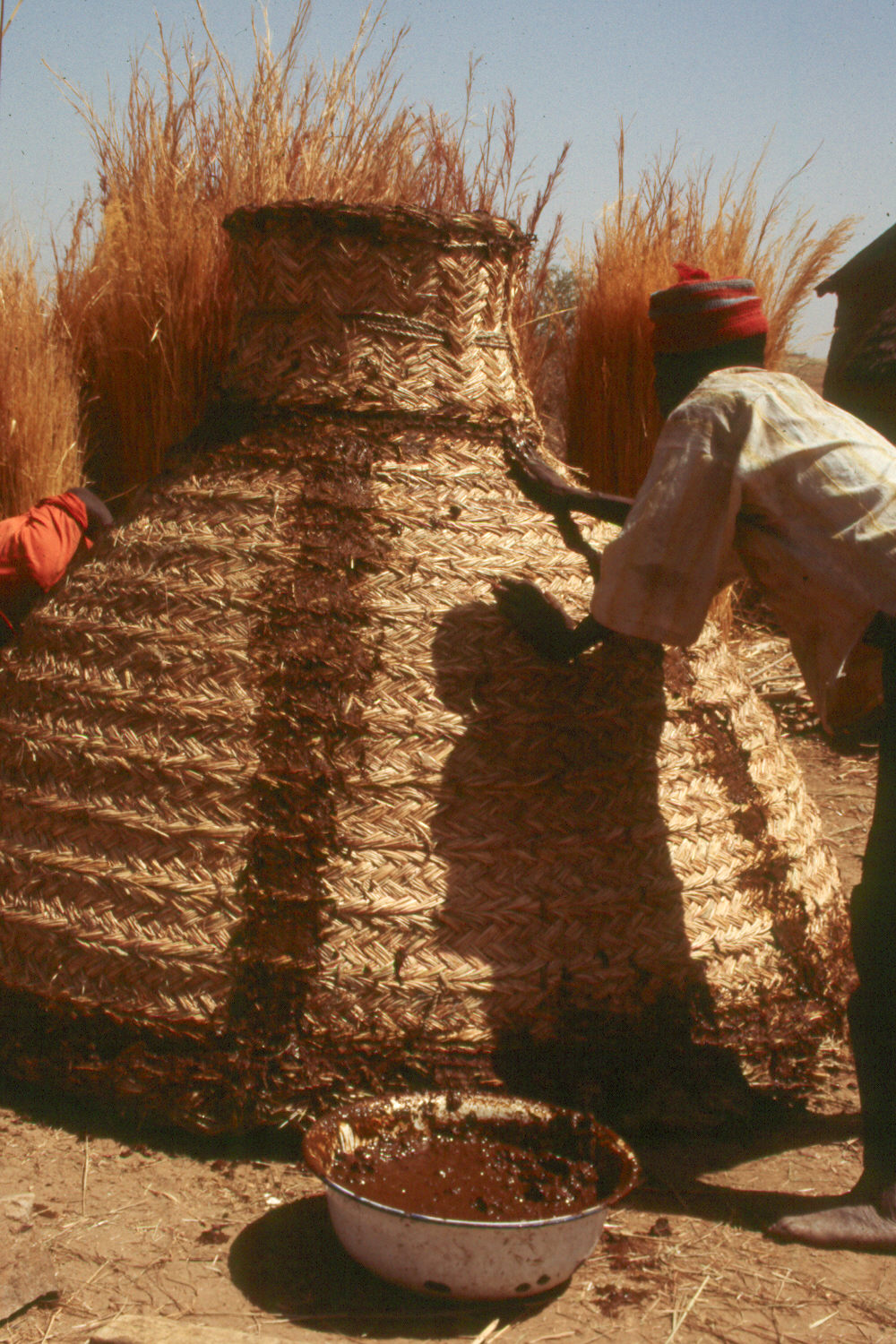
انبار غله بافته‌شده جدید افتتاح شد. کپسیکی، کامرون شمالی

- آبدارخانه
- انباشتگاه خوراک
- اتاق زیرزمین